# Homologi (matematik)
Inom matematiken, speciellt i algebraisk topologi och abstrakt algebra, är homologi en viss allmän procedur för att associera en följd av abelska grupper eller moduler till ett givet matematiskt objekt såsom ett topologiskt rum eller en grupp.
För ett topologiskt rum är homologigrupperna mycket enklare att beräkna än homotopigrupperna, och är härmed enklare att använda i klassificeringen av rum.